# Pezichthys macropinnis
Pezichthys macropinnis är en fiskart som beskrevs av Last och Gledhill 2009. Pezichthys macropinnis ingår i släktet Pezichthys och familjen Brachionichthyidae. Inga underarter finns listade i Catalogue of Life.